# Шугурово (Пензенская область)
Шугурово — село в Сосновоборском районе Пензенской области, административный центр Шугуровского сельсовета. Расположено в 19 км к северо-востоку от Сосновоборска, в верховье речки Шкудимки.
Население — 526 человек, 216 хозяйств (на 1 января 2004 года).
Судя по окончанию -ово, название связано с личным именем человека. Существует легенда, что село было основано братьями Шу и Гуром, которые пришли из-под Нижнего Новгорода и поселились в лесу. После того, как одного из братьев убили разбойники, второй перебрался на опушку, чтобы можно было издалека увидеть нападающих.
Основано во второй половине XVII — начале XVIII века. В документах впервые упоминается в 1709 году под названием Средний Шкидим, на тот момент население составляло 135 человек. В 1739 году упоминается как Средний Шкудим, позже как Верхний Шкудим, Шугурово тож. В 1863 году в селе построена деревянная церковь во имя Архангела Михаила. 1877 году в селе были школа, постоялый двор, шерстомойка, овчарное заведение, к 1894 году появилось земское училище.
В середине XX века в Шугурово располагалась центральная усадьба колхоза имени Калинина, позже — колхоза имени Ленина.
| Численность населения | Численность населения | Численность населения | Численность населения | Численность населения | Численность населения | Численность населения | Численность населения | Численность населения | Численность населения | Численность населения | Численность населения | Численность населения | Численность населения |
| 1709                  | 1718                  | 1748                  | 1864                  | 1877                  | 1897                  | 1912                  | 1926                  | 1930                  | 1939                  | 1959                  | 1979                  | 1989                  | 1996                  |
| --------------------- | --------------------- | --------------------- | --------------------- | --------------------- | --------------------- | --------------------- | --------------------- | --------------------- | --------------------- | --------------------- | --------------------- | --------------------- | --------------------- |
| 203                   | 254                   | ок. 562               | 1149                  | 1460                  | 1840                  | ок. 2145              | 2136                  | 2169                  | 1571                  | 1147                  | 849                   | 676                   | 620                   |